# Badmintonmeisterschaft von Aruba
Badmintonmeisterschaften von Aruba werden seit Mitte der 1970er Jahre in unregelmäßigen Abständen ausgetragen, nachdem der nationale Verband im vorgenannten Zeitraum gegründet und auch Mitglied der karibischen Dachorganisation CAREBACO wurde.

## Titelträger
| Saison    | Herreneinzel   | Dameneinzel | Herrendoppel             | Damendoppel        | Mixed                      |
| --------- | -------------- | ----------- | ------------------------ | ------------------ | -------------------------- |
| 2021      | Kevin Dijkhoff | Su Ying Lau | Kevin Dijkhoff Mackie Lu | nichts ausgetragen | Mackie Lu Leyenne Schairer |
| 2022 2024 | keine Daten    | keine Daten | keine Daten              | keine Daten        | keine Daten                |